# 2020년 아이다호 중부 지진
2020년 아이다호 중부 지진은 2020년 3월 31일 오후 5시 52분(현지 시각) 미국 서부 아이다호주 중부 소투스산맥의 러프넥 봉우리 근처에서 발생한 지진이다. 진앙은 보이시에서 동북쪽으로 72 마일 (116 km) 떨어진 지점, 스탠리에서 서북쪽으로 19 마일 (31 km) 떨어진 지점이다. 지진 규모는 Mw 6.5였으며 최대 진도 VIII의 진동이 느껴졌다.

## 지질학적 환경
아이다호 중부 및 동부 지역은 인터마운틴 지진대(ISB) 북부에 속해 있다. 미국에서 상대적으로 강한 지진 활동을 보이는 이 지역은 애리조나주 북서쪽에서 유타주, 와이오밍주, 아이다호주를 거쳐 몬태나주 북서쪽에서 끝나는 형태로 대략 남북 방향으로 이어진다.
ISB는 주로 후기 제4기의 정단층 활동이 특징이며, 이는 남부의 분지 및 산맥주 전역에서 보이는 활발한 확장성 지각 활동을 나타낸다. 일부 역사 지진은 1935년 헬레나 지진의 두 차례 가장 큰 지진과 같이 주향이동단층 활동의 증거를 보여준다.

## 역사적 지진 활동
3월 31일 지진 진앙 주변의 역사적 지진 활동은 드물다. 지난 50년간 본진 발생 지점의 50 km (31 mi) 이내에서 규모 M5 이상의 지진은 발생하지 않았으며, 이 지역에서 가장 주목할 만한 역사적 지진 활동은 동쪽으로 약 100 km (62 mi) 떨어진 로스트강 단층대에서 발생했다. 이 곳은 1983년 10월 28일 규모 M6.9의 보라피크 지진이 발생한 지역으로, 이후 1년 동안 5차례의 규모 M5 이상의 지진이 뒤따랐으며 가장 최근에는 2015년 1월에 이번 지진 발생 지점 동쪽으로 약 60 km (37 mi) 떨어진 곳에서 규모 M5.0의 지진이 발생했다.
3월 31일 지진은 미국 6개 주에서 느껴졌다고 보고되었으며, 2021년 3월 기준으로 약 50,000건의 진동 보고가 접수되었다.

## 지진
이 지진은 모멘트 규모 M6.5를 기록했으며, 피해 보고에 따르면 최대 메르칼리 진도 VIII의 진동이 발생했다. 진앙에서 115 km 떨어진 보이시에서는 진도 IV으로 느껴졌다. 관측된 발진기구는 주향이동단층의 운동과 일치한다. 이 해석은 서-동 주향 단층에서의 우수향 이동 또는 남-북 주향 단층에서의 좌수향 이동을 뜻한다. 지진파형 분석에 따르면 172°의 주향을 가지며 서쪽으로 급경사하는 단층면에서의 좌수향 이동으로 분석된다. 이 지진은 소투스산맥 동쪽 기슭을 따라 뻗어 있는 60 km 길이의 동쪽 경사 정단층인 소투스 단층의 북쪽 끝에서 약 16km 북쪽에 있다. 현재까지 표면 파열이 드러났다는 증거는 없다.
남북 방향 단층에서 좌수향 주향이동 단층 운동이 발생한 것은 지역 응력장의 알려진 방향과 일치하지 않는 것으로 보이는 예상치 못한 결과였다. 남북 방향은 InSAR 데이터와 여진 분포를 통해 인정된다. 이번 지진을 일으킨 단층은 이전에 알려지지 않았으며, 명확한 지형적 특징도 없다.
이번 지진은 수많은 여진을 동반했는데, 4월 1일 규모 M4.8, 4월 3일 규모 M4.0의 여진이 있었다. 2020년 4월 8일 기준으로 규모 M2.5 이상의 여진이 약 300회 발생했다. 여진은 9월까지도 계속해서 이 지역을 뒤흔들었다.

## 피해
샬리의 교량 유지보수 건물과 커스터군 지방법원에서 상당한 구조적 균열이 발견되었다. 소투스 국유림의 톰 소령(Major Tom) 보도 자료에 따르면 미국-캐나다 국경 근처의 바너스페리 방면 북쪽으로 작은 눈사태가 발생했다.
아이다호 지질조사국은 폭설과 코로나19 범유행으로 인한 주 전체의 여행 금지 조치 때문에 피해 지역의 지상 조사를 수행할 수 없었다. 두 차례의 공중 조사를 통해 지진으로 인한 눈사태와 일부 소규모 고속도로의 산사태가 확인되었다. 2020년 9월에 더 자세한 지상 조사가 수행되었지만 지반 변형이나 지표 파열의 증거는 발견되지 않았다.

## 같이 보기
- 2020년 지진
- 미국의 지진 목록
- 아이다호주의 지질